# Nico Siegel
Nico Alexander Siegel (* 12. Juli 1970 in Ulm) ist ein deutscher Politikwissenschaftler und seit 2015 Geschäftsführer von Infratest dimap.

## Leben
Nach dem Abitur am Albert-Einstein-Gymnasium Ulm-Wiblingen 1990 studierte Siegel in Heidelberg Politische Wissenschaft und Germanistik. Anschließend begann er 1996 in Heidelberg bei seinem Betreuer Manfred G. Schmidt seine Dissertation mit dem Titel „Jenseits der Expansion? Konsolidierung und Rückbau der Sozialpolitik: Theorien und Befunde aus vergleichender Perspektive“. Nach Schmidts Wechsel an das Zentrum für Sozialpolitik der Universität Bremen wurde Siegel dort promoviert, Zweitgutachter war Stephan Leibfried. Seine Arbeit wurde bei Campus unter dem Titel „Baustelle Sozialpolitik“ veröffentlicht.
Nach seiner Tätigkeit als wissenschaftlicher Assistent am Institut für Politische Wissenschaft der Universität Heidelberg 2001 bis 2003 nahm er ein Angebot als Lecturer in Comparative Public Policy an der School of Sociology, Social Policy and Social Research (SSPSSR) der Universität Kent an.
Im Jahr 2006 wechselte Siegel zur TNS Infratest Sozialforschung, zunächst als Senior Researcher im Bereich SOEP, ab 2008 als Bereichsleiter und ab 2014 als Geschäftsführer der Sozial- und Politikforschung, ab 2018 als CEO von Kantar Public in Deutschland. Im Jahr 2015 wurde er zudem Geschäftsführer von infratest dimap. Seit Beginn 2020 ist Siegel exklusiv für infratest dimap tätig.

## Forschung und Tätigkeit
Siegels Forschungsschwerpunkt lag zunächst in der vergleichenden Analyse von Staatstätigkeiten, insbesondere wohlfahrtsstaatlicher Politik, der Analyse von Reformpolitik, sowie im Bereich Methoden empirischer Sozialforschung. Seit seiner Tätigkeit bei Infratest hat Siegel insbesondere im Bereich Surveymethoden, Wahlforschung und zu Fragen der Politikberatung publiziert.
Darüber hinaus ist Siegel durch eine Vielzahl von Interviews und Gastbeiträgen in Presse, Hörfunk und Fernsehen bekannt.

## Schriften (Auswahl)

### Bücher und Sammelbandbeiträge
- Gemeinsam mit Stefan Merz und Roberto Heinrich: Asymmetrische Mobilisierung und das nur vorläufige Ende der Großen Zentrumskoalition, in: U. Münch/H. Obereuter/J. Siegmund: Komplexe Farbenlehre: Perspektiven des deutschen Parteiensystems im Kontext der Bundestagswahl 2017, Frankfurt a. M.: Campus 2021.
- Gemeinsam mit Olvier Sartorius und Michael Kunert: Umfragebasierte Politikberatung diesseits und jenseits der Demoskopie. In: Falk S., Glaab M., Römmele A., Schober H., Thunert M. (eds) Handbuch Politikberatung. Springer VS, Wiesbaden, 2019. doi:10.1007/978-3-658-03483-2_70
- Gemeinsam mit Jochen Clasen: Investigating Welfare State Change. The ‘Dependent Variable Problem’ in Comparative Perspective, Cheltenham: Edward Elgar Publishing, 2007, ISBN 978-1-84542-739-9.
- Gemeinsam mit Manfred G. Schmidt, Tobias Ostheim and Reimut Zohlnhöfer: Wohlfahrtsstaatliche Politik, Wiesbaden / Opladen: VS Verlag für Sozialwissenschaften, 2007, ISBN 978-3-531-15198-4.
- Moving beyond expenditure accounts: the changing contours of the regulatory state, 1090–2003, in: Francis G. Castles (ed.), The disappearing state? Retrenchment realities in an age of globalisation, Cheltenham: Edward Elgar Publishers, 2007, 245–272.
- Gemeinsam mit Sven Jochem: Konzertierung, Verhandlungsdemokratie und Reformpolitik im Wohlfahrtsstaat: Das Modell Deutschland im Vergleich. Springer-Verlag, 2003, ISBN 978-3-8100-3613-1.
- Baustelle Sozialpolitik. Konsolidierung und Rückbau im internationalen Vergleich. Campus, Frankfurt a. M./New York 2002, ISBN 3-593-37015-8.

### Zeitschriftenbeiträge
- Alternative Wohlstandsmessung: neun Indikatoren können das Bruttoinlandsprodukt ergänzen und relativieren, in: DIW Wochenbericht 9/2013, 3–12
- Gemeinsam mit Thomas Dohmen, Uwe Sunde, Gert G. Wagner, Armin Falk, Matthias Schonlau, Martin Reuter, Jürgen Schupp, Christian Montag, und Bernd Weber (2010, September). Collecting genetic samples in population wide (Panel) surveys: feasibility, nonresponse and selectivity. In Survey Research Methods (Vol. 4, No. 2, pp. 121–126), doi:10.18148/SRM/2010.V4I2.3959.
- Rot-Grün und die Pfeiler des deutschen Kapitalismus. In: Egle C., Zohlnhöfer R. (eds) Ende des rot-grünen Projektes. Wiesbaden: VS Verlag für Sozialwissenschaften,  379–407, doi:10.1007/978-3-531-90302-6_17